# Nunataki Ostrëkina
Die Nunataki Ostrëkina (englische Transkription von russisch Нунатаки Острёкина Nunataki Ostrjokina, deutsch ‚Härtling-Nunatakker‘) sind eine Gruppe von Nunatakkern im ostantarktischen Prinzessin-Elisabeth-Land. Sie ragen nördlich bis nordöstlich des Truman-Nunataks und nördlich des Mount Harding in den Grove Mountains auf.
Russische Wissenschaftler benannten sie. Der weitere Benennungshintergrund ist nicht überliefert.